# 米蘭都會區

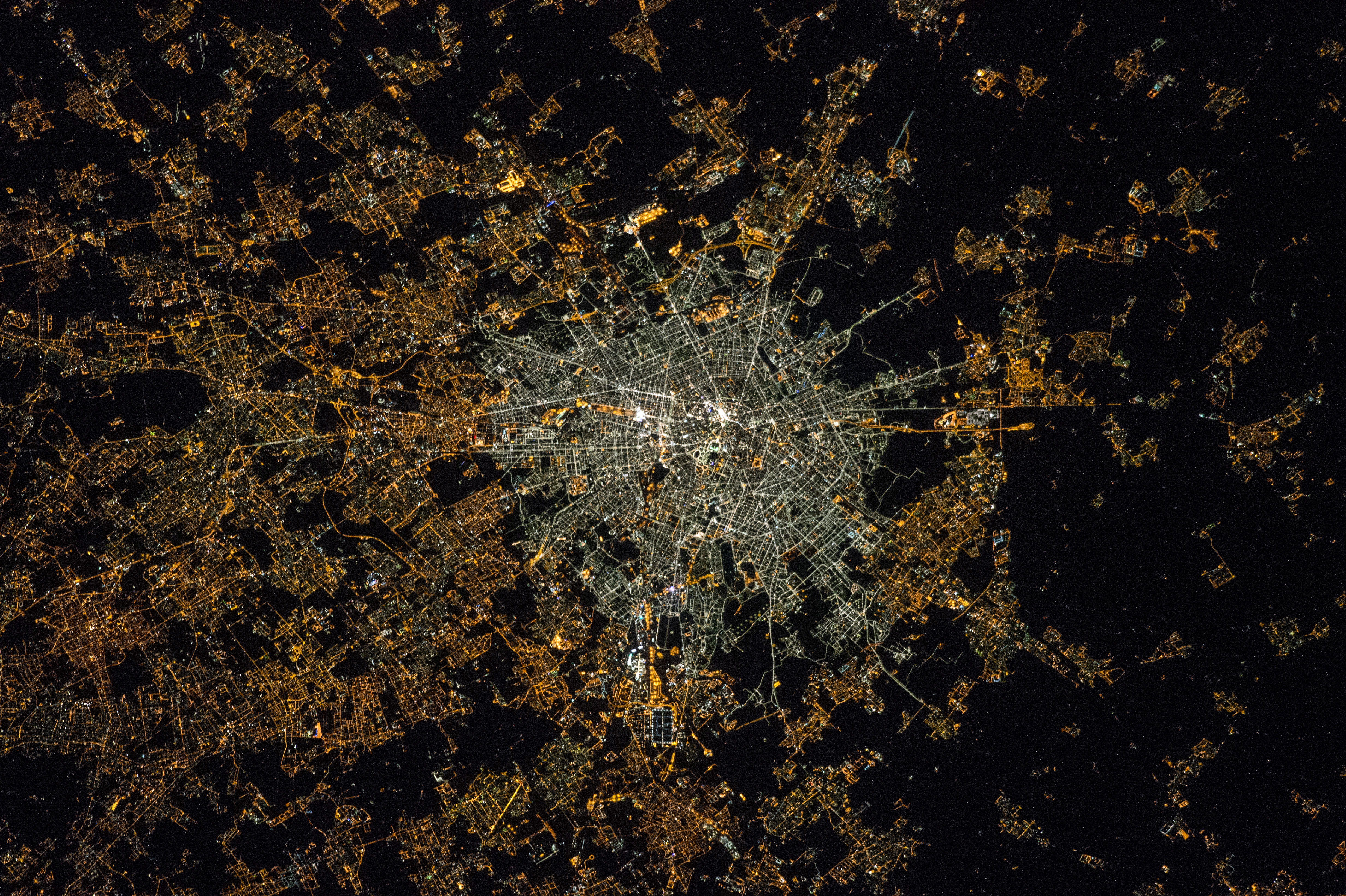

米蘭都會區（Grande Milano）是義大利人口最多的都會區，在世界排名第54位。據OECD的估計，米蘭都會區有人口約740萬人。
米蘭都會區經濟構成多樣。大多數企業是中小型公司。米蘭都會區集中了倫巴第大區40%以上的工業企業。